# أودري ماركس
أودري ماركس (بالإنجليزية: Audrey Marks) هي دبلوماسية ورائدة أعمال جامايكية، ولدت في القرن العشرين في أبرشية سانت ماري ‏ في جامايكا.